# نکیم یوسفا
نکیم یوسفا (انگلیسی: Nakim Youssoufa؛ زادهٔ ۱۴ سپتامبر ۱۹۹۳) بازیکن فوتبال اهل فرانسه است.
از باشگاه‌هایی که در آن بازی کرده‌است می‌توان به باشگاه فوتبال تریستیانا اشاره کرد.
وی همچنین در تیم ملی فوتبال اتحاد قمر بازی کرده‌است.